# حارة سواد حنش الشمالية (صنعاء)
حارة سواد حنش الشمالية هي إحدى حارات حي الثورة بمديرية الثورة إحدى مديريات العاصمة اليمنية صنعاء، بلغ تعداد سكانها 3187 نسمة حسب تعداد اليمن لعام 2004.